# Sheena: królowa dżungli (film)
Sheena: królowa dżungli (ang. Sheena: Queen of the Jungle) – amerykański film superbohaterski z 1984 roku. Adaptacja serii popularnych komiksów.

## Treść
W głębi afrykańskiego buszu kilkuletnia jasnowłosa dziewczynka Janet Ames, której rodzice zginęli w nieszczęśliwym wypadku, zostaje przygarnięta przez księżniczkę z plemienia Zambouli. Wychowywana przez tubylców – otrzymała nowe imię Sheena, pokochała nową ojczyznę i swoją opiekunkę, dzięki której zaznała ciepła i miłości, nauczyła się jak żyć w symbiozie z dziką i niebezpieczną afrykańską przyrodą. Piękna Sheena zostaje królową dżungli. Mijają lata. Plemionom Zambouli zagraża jednak niebezpieczeństwo. Okrutny książę Otwani zamierza zagarnąć ich ziemię, kryjące wielkie bogactwo naturalne. Sheena musi walczyć, również i ze swymi uczuciami, bowiem jest zakochana w producencie filmowym Vicu Caseyu, kręcącym film w Afryce.

## Obsada
- Tanya Roberts – Sheena
- Ted Wass – Vic Casey
- Donovan Scott – Fletcher ("Fletch")
- Elizabeth of Toro – szamanka
- France Zobda – hrabina Zanda
- Trevor Thomas – książę Otwani
- Clifton Jones – król Jabalani
- Errol John – Boto
- Sylvester Williams – Juka
- Bob Sherman – Grizzard
- Michael Shannon – Phillip Ames
- Nancy Paul – Betsy Ames
- Kathryn Gant – Janet Ames (Sheena jako dziecko)
- Kirsty Lindsay – młoda Sheena
- Nick Brimble – Wadman

## Odbiór
Sheena: królowa dżungli okazała się niezwykle kontrowersyjnym filmem. Powstał z myślą o stworzeniu kinowej bohaterki, na której mogłyby się wzorować młode dziewczyny, a tymczasem pomysł marketingowy ze zdjęciami Tanyi Roberts w niezwykle odkrywczym stroju z dżungli sprawił, że Sheena nie była odpowiednim filmem dla młodego widza. Ponadto film otrzymał najgorsze recenzje roku. W pierwszym tygodniu zarobił zaledwie 5,7 miliona dolarówi zdobył reputację jednego z najgorszych filmów lat 80.. Był nominowany do Złotej Maliny w pięciu kategoriach: „Najgorsza aktorka” (Tanya Roberts, a laureatką została Bo Derek), „Najgorsze zdjęcia”, „Najgorszy reżyser”, „Najgorszy scenariusz” i „Najgorsza muzyka filmowa”, ale odniósł kultowy sukces na domowych wideo i DVD. Krytyczka Pauline Kael, w bardziej wyważonej recenzji dla „The New Yorker”, opisuje Roberts w roli Sheeny jako mającą „zapatrzoną, komiksową nieprzejrzystość [...] Jest chodzącą, mówiącą ikoną”. Z kolei Lesley Coffin na łamach The Mary Sue napisała, że „Roberts rzeczywiście może pokazać autentyczne emocje. Zastanawiam się, czy sposób, w jaki została skreślona jako ładna buźka w latach 80., uniemożliwił jej rozwinięcie bardziej znaczących umiejętności aktorskich”.
Na Rotten Tomatoes film uzyskał wynik 30% na podstawie recenzji 10 krytyków.